# St. Gertrud (Leimersheim)
Die katholische Kirche St. Gertrud liegt im Ortszentrum von Leimersheim und ist der Heiligen Gertrud von Nivelles geweiht. An gleicher Stelle befand sich zuvor eine zwischen 1729 und 1732 gebaute spätbarocke Kirche, von der heute nur noch der Chorraum und der Hochaltar mit Bildern vom Letzten Abendmahl und der Patronin Gertrud von Nivelles erhalten sind.
Die Kirchengemeinde St. Gertrud gehört seit der am 1. Januar 2016 in Kraft getretenen Strukturreform in der Diözese Speyer zur Pfarrei Hl. Theodard Rülzheim, deren Sprengel der Verbandsgemeinde Rülzheim entspricht. Die Kirche St. Gertrud ist seitdem eine Filialkirche, wenngleich sie den größten Kirchenbau der Pfarrei Hl. Theodard darstellt.

## Geschichte

### Frühe Geschichte
Im Jahr 957 wird erstmals eine kleine „Zehntkirche“ (höchster Punkt im Dorf) in Leimersheim genannt; erstmals urkundlich erwähnt wird diese im Jahr 960 im Gütertausch mit Gottfried I., Bischof von Speyer. 1270 ging das Patronatsrecht auf das Augustinerkloster Hördt über: Der Propst bestimmt unter anderem den Pfarrer in der Gemeinde. Leimersheim bildet den Mittelpunkt der Propsteidörfer Kuhardt, Pfotz und Winden, einem untergegangenen Dorf bei Leimersheim. Im Jahr 1278 wird schließlich die ganze Pfarrei mit all ihren Einkünften der Propstei Hördt einverleibt.

### Frühe Neuzeit
Im Jahr 1322 wird erstmals das Patrozinium der Leimersheimer Pfarrkirche, St. Gertrudis, erwähnt. Im Deutschen Bauernkrieg von 1525 wird das Dorf in der Osterwoche von Bauernhaufen aus dem Bruhrain geplündert, wobei auch die Kirche nicht verschont blieb. Die Reformation ändert nach 1535 die religiösen und herrschaftlichen Verhältnisse: Die Kirche wird von Reformierten benutzt, während den Katholiken nur der Chorraum der Kirche eingeräumt wird. Im Dreißigjährigen Krieg (1618–1648) werden die Kirche und das Dorf mehrfach verwüstet und geplündert, am Kriegsende lag die Kirche in Trümmern. Von 1682 bis 1697 wird die Gemeinde rekatholisiert. Seitdem gehört die Kirche der katholischen Pfarrei allein.
Unter Pfarrer Johann Schönwald beginnt 1729 der Neubau einer Kirche im spätbarocken Stil. Dazu werden Steine aus dem Kloster Hördt verwendet. Am Dreifaltigkeitssonntag 1731 wird die neue Kirche konsekriert. Der bis heute bestehende glanzvolle barocke Hochaltar wird 1750 installiert. Im Jahr 1753 stirbt Pfarrer Schönwald, seine letzte Ruhestätte findet er im Chor der Kirche. Im Sturm der Französischen Revolution wäre die Kirche im Jahr 1790 fast untergegangen. Der Schulgehilfe Jakob Kirnberger rettete die Kirche dank mutigem Einschreiten jedoch vor den brandschatzenden Soldaten, das Pfarrhaus wird aber unbewohnbar. Unter der französischen Annexion wird der öffentliche Gottesdienst zeitweise unter Strafe verboten, bei Begräbnissen werden kirchliche Zeremonien untersagt und die Glocken dürfen nicht geläutet werden.
Zur Bauzeit der spätbarocken Kirche zählte die Pfarrei 700 Seelen, doch bereits in der ersten Hälfte des 19. Jahrhunderts war die Anzahl der Gläubigen auf das Doppelte angewachsen. 1822 wurden erste Bestrebungen unternommen, die Kirche zu vergrößern. Obwohl Leimersheim unterdessen zum Königreich Bayern gehörte, galt für die Kirchenbaulast noch immer französisches Recht, nach dem die politische Gemeinde für Bau und Erhalt der Dorfkirche zu sorgen hatte. Bedingt durch die schlechte finanzielle Situation der Gemeinde konnten nur der Kirchturm und der Dachstuhl repariert werden; weiterhin wurde die Empore vergrößert und der Aufgang in ein neues Treppenhaus verlegt.

### 19. und 20. Jahrhundert
Im Zuge der Badischen Revolution von 1848/1849 kam es zu einer Auswanderungswelle in die Vereinigten Staaten von Amerika. Im Hinblick auf die bald wieder wachsende Einwohnerschaft schuf die Gemeinde im Jahr 1913 einen Baufonds, um die Finanzierung der Kirchenerweiterung zu sichern. Nach dem Ausbruch des Ersten Weltkriegs und der darauffolgenden Inflation ging das ersparte Kapital allerdings zugrunde. Im Jahr 1930 wurde der Hochaltar restauriert. Im August malte der Leimersheimer Kunstmaler Berthold Marthaler das Innere der Kirche aus.
Im Zweiten Weltkrieg wurden am 25. März 1942 auf Regierungsbefehl die zwei größten der drei Glocken vom Kirchturm genommen, um zu Kriegswaffen eingeschmolzen zu werden. Im Jahr 1950 können von Bischof Joseph Wendel unter Assistenz von zehn Priestern und großer Anteilnahme der Einwohnerschaft zwei neue Glocken geweiht werden.
Erst im Jahre 1957 begannen die Planungen des Kirchenneubaus durch Pfarrer Paul Steeg. Der Gemeinderat beschloss im Oktober auf Vorschlag von Bürgermeister Walter Kling, in den kommenden fünf Jahren jeweils 6 000 DM bereitzustellen. Die Pfarrgemeinde sammelte im gleichen Jahr bei der Kollekte zur „Kerwe“ (Kirchweih) 1 030 DM und veranstaltete daraufhin monatliche „Tausenderkollekten“ sowie eine Listenaktion von Haus zu Haus.
Die bischöfliche Baubehörde schickte den Architekten Erwin van Aaken aus Würzburg mit dem Auftrag, ein Pfarrzentrum im Baugebiet „Dorfäcker“ zu planen. Die örtlichen Gremien votierten allerdings für eine Erweiterung durch einen Neubau am Platz der alten Kirche. Nachdem die Kirchenverwaltung einige Planvorlagen verworfen hatte, legte der Architekt zum Kirchweihsonntag 1960 einen Plan vor, der 1961 mit wenigen Änderungen angenommen wurde. In den ersten Maitagen 1962 wurde die alte Kirche unter Beteiligung der Bevölkerung ausgeräumt. Kurz darauf begann der Abbruch der Kirche. Eine Pioniereinheit der US Army aus der Rheinlandkaserne Ettlingen half bei der Abfuhr des Mauerwerks. Aus einem Teil der Steine der alten Kirche wurde die St.-Gertrudis-Straße im Leimersheimer Osten gebaut. Der Schlussstein der abgebrochenen Kirche wurde in die Außenmauer des benachbarten Pfarrheims eingesetzt.
Nach dem Abbruch begann der Aufbau der neuen Kirche St. Gertrudis: Im Juni 1962 wurde die Pfahlgründung abgeschlossen. Am 11. Oktober, als die ersten Ziegelsteine zum Bau der Kirche gesetzt wurden, begann in Rom das Zweite Vatikanische Konzil. Zur Zeit des Kirchenneubaus fanden die Heiligen Messen in der 1960 renovierten und als Jugendheim ausgebauten Pfarrscheuer statt. Im Zuge des Neubaus mussten die drei Glocken wieder vom Kirchturm genommen werden, um 1963 – ergänzt um eine vierte Glocke – im neuen Kirchturm wieder installiert zu werden. Im noch unfertigen Gotteshaus, das noch kein Dach hatte, feierte Paul Kuhn 1963 seine Primiz. Rechtzeitig zur Gebetsmission im Advent wurde die neue Kirche am 1. Dezember 1963 fertiggestellt. Bischof Isidor Markus Emanuel weihte die Kirche am 26. Januar 1964 feierlich ein. Der Architekt Erwin van Aaken schreibt zum Kirchenbau:

„Dem Kirchenbau in Leimersheim waren von vornherein durch unabdingbare Gegebenheiten sehr enge Grenzen gesetzt, in denen sich die Planung bewegen mußte. Als Bauplatz der Platz der alten Kirche, ideal in Dorfmitte gelegen, aber in Anbetracht der Raumforderungen äußerst beengt. Rücksichtnahme auf den historisch wertvollsten und das Bild der Dorfstraße beherrschenden Teil der alten Kirche, das Chor, Eingliederung dieses Baustils in den Neubau, die durch die allgemeine Bebauung gegebenen Maßstäbe und anderes mehr war zu beachten.“

1997 wurden die Marienstatue und der Hochaltar restauriert.

### 21. Jahrhundert
Im Jahr 2002 wurde Pfarrer Ansgar Müller in den Ruhestand verabschiedet. Die Bezeichnung von Kirche und Pfarrei wurde von „St. Gertrudis“ in „St. Gertrud“ geändert. Wider Erwarten und entgegen den Ankündigungen des Bistums erhielt Leimersheim im selben Jahr mit dem Priester Hubert Trauth wieder einen Seelsorger; allerdings übte dieser nur die Funktion eines Administrators aus. 2006 feierte Alexander Metz in der Kirche St. Gertrud seine Primiz, im Jahr 2012 Dominik Geiger.
Seit dem 1. September 2012 bilden die Pfarreien Rülzheim, Kuhardt, Hördt und Leimersheim eine Pfarreiengemeinschaft. Pfarrer Michael Kolb wurde am 30. September 2012 in der Kuhardter Kirche St. Anna in den vier Pfarreien eingeführt, Hubert Trauth blieb als Kooperator erhalten. Im Jahr 2013 stimmte der Speyerer Bischof Karl-Heinz Wiesemann dem Namensvorschlag Hl. Theodard für die ab 2015 gebildete Großpfarrei zu. Die Kirche St. Gertrud Leimersheim behielt ihren Namen.
Am 26. Januar 2014 feierte die Pfarrei St. Gertrud Leimersheim das 50-jährige Bestehen des Kirchenneubaus. 
Von Fronleichnam 2019 an blieb die Kirche aufgrund von Renovierungsarbeiten für rund sechs Monate geschlossen. Die Gottesdienste fanden in der Zwischenzeit im angrenzenden Pfarrsaal statt. Im Zuge der Sanierung wurde unter anderem ein neues Farb- und Beleuchtungskonzept im Chorraum umgesetzt. Am 2. Adventssonntag, fast genau 55 Jahre nach Einweihung des Gotteshauses, wurde St. Gertrud feierlich wieder in ihren Dienst gestellt.

## Kirchenbau
Die Kirche St. Gertrud ist ein neuzeitlich lichtdurchflutetes Gotteshaus, das ein sichtbares Zeichen des Aufbruchs religiösen Lebens im Sinne des Zweiten Vatikanischen Konzils setzt. Die Kirche bietet Platz für etwa 700 Personen, davon etwa 500 Sitzplätze im Kirchenschiff.
Verwendete Materialien sind unter anderem Glas, Beton, Holz sowie heller und dunkler Marmor.

### Kirchenschiff

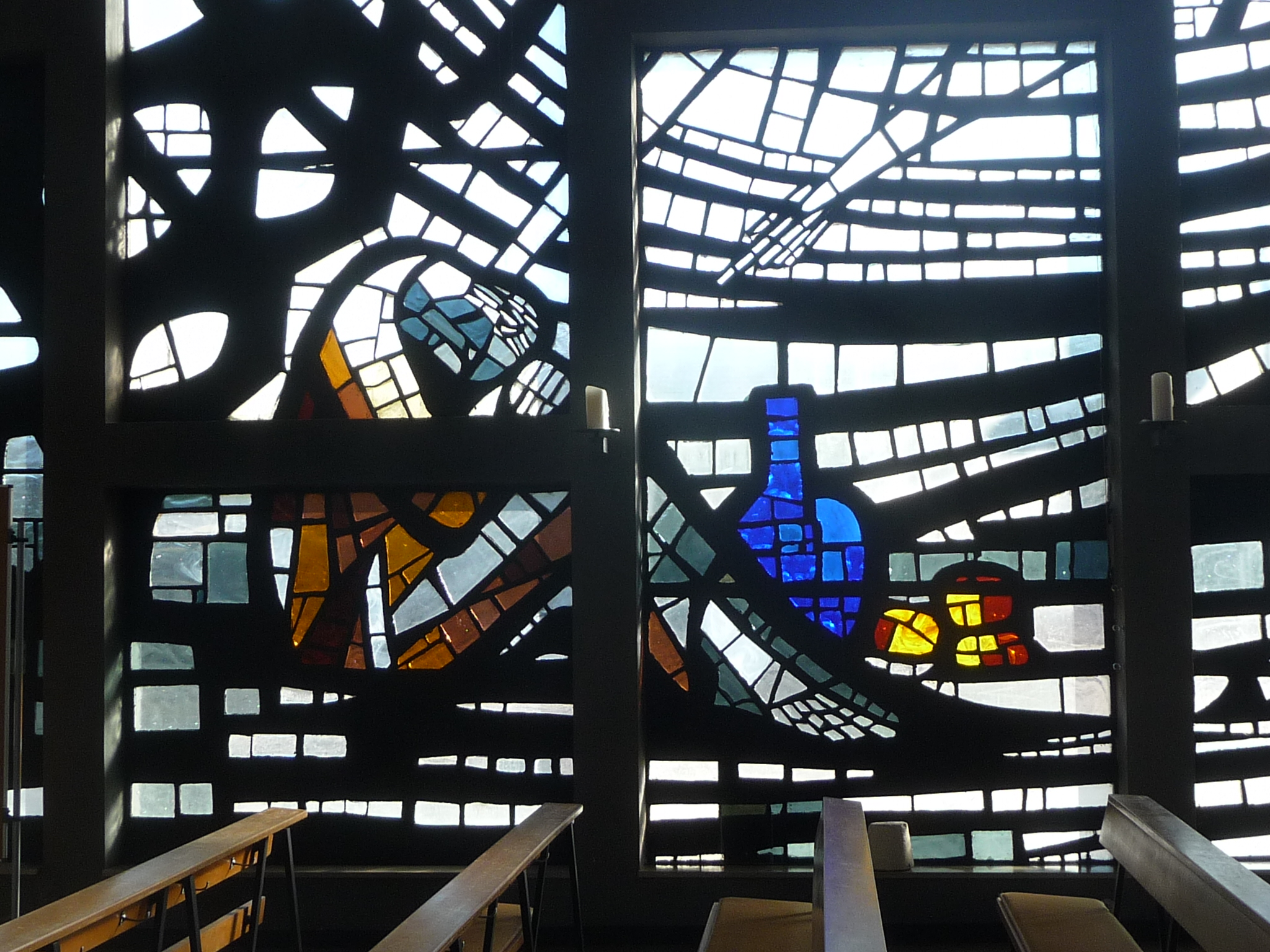
Ausschnitt des Fenstermotivs „Die Speisung des Propheten Elia in der Wüste“

Die beiden mächtigen Giebel symbolisieren eine Schreitbewegung, die dem Motto des Zweiten Vatikanischen Konzils entspricht: „Das Volk Gottes unterwegs.“ Das Kirchenschiff symbolisiert das „Zelt Gottes unter den Menschen“ (Offb 21,3 ). Das Schieferdach bildet himmelwärts ein Kreuzzeichen.
Die beiden Glas-Beton-Giebel zeigen biblische Motive. Das Mosaik zur Südseite/Straße zeigt die Speisung des Propheten Elia in der Wüste (1 Kön 19,4 ). Das Fenster zur Nordseite zeigt den Traum Jakobs (Jakobsleiter) (Gen 28,11 ).

### Chorraum
Zentrum des Chorraumes ist der spätbarocke Hochaltar von 1750. Auf dem großen Altarblatt zeigt er das Letzte Abendmahl und auf dem kleineren Oberbild die heilige Nonne Gertrud. Seitlich des Hochaltares sind an der Wand zwei Statuen angebracht: Auf der linken Seite ist der Hl. Sebastian, Schutzpatron gegen die Pest, auf der rechten Seite der Hl. Rochus, Patron gegen Pest und Seuchen, vorzufinden. Der Gemeindealtar ist aus dunklen Marmor-Quadern geschliffen. In der Wand des Chorraumes ist die Grabplatte von Johannes Conrad Vietor (Pfarrer in Leimersheim von 1753 bis 1765) eingesetzt.
Vor dem Chorraum sind durchlässige Kommunionbänke angebracht.

### Taufkapelle

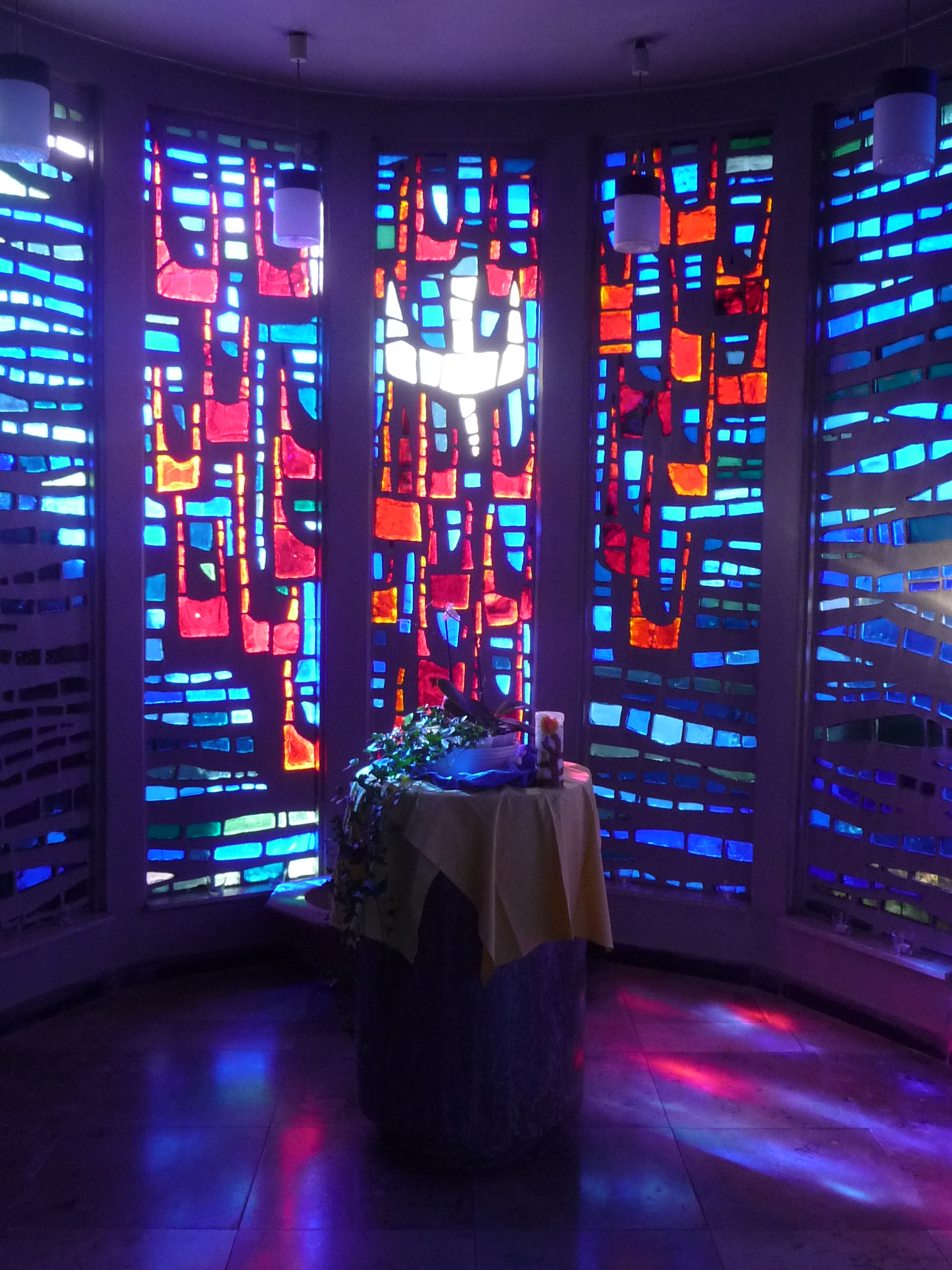
Taufkapelle mit Taufstein

Die Taufkapelle in Form eines Halbkreises besitzt eine kunstvolle Glas-Beton-Wand, in die eine weiße Taube als Taufsymbol eingearbeitet ist. In der Mitte steht der Taufstein aus dunklem Marmor.

### Eingangstüren
Die aus Kupferplatten gefertigten Eingangstüren zeigen weihnachtliche Motive: Zum einen die herbeieilenden Hirten des Feldes (Lk 2,8 ) und das Kommen der Könige aus dem Morgenland (Mt 2 ). Die Eingangstüren symbolisieren: „Machen auch wir uns auf den Weg zu ihm.“

### Glocken
Die vier Glocken von St. Gertrud sind in einem Dachreiter untergebracht.
In der Pfarrkirche Leimersheim hingen ab 1865 drei Glocken des Glockengießers Georg Hamm (Kaiserslautern) mit den Schlagtönen fis1 (616 kg), a1 (368 kg) und cis2 (179 kg). Die beiden größeren Glocken wurden 1917 zu Kriegszwecken abgeliefert und eingeschmolzen; sie wurden 1921 durch Glocken mit gleichen Schlagtönen ersetzt, die allerdings 1942 wiederum zu Kriegszwecken abgeliefert werden mussten und 1950 durch klanggleiche Glocken ersetzt wurden (fis1 671 kg, a1 406 kg). Mit der Kirchenerweiterung 1962/63 wurden alle drei alten Glocken, darunter auch die historische Glocke von 1865 eingeschmolzen, und im Turm wurden vier neue Glocken der Gießerei F. W. Schilling (Heidelberg) aufgehängt.
| Nr. | Name               | Gussjahr | Schlagton |
| --- | ------------------ | -------- | --------- |
| 1   | Hl. Dreifaltigkeit | 1962     | fis1      |
| 2   | Jungfrau Maria     | 1962     | a1        |
| 3   | Hl. Gertrud        | 1962     | h1        |
| 4   | Hl. Nikolaus       | 1962     | cis²      |

### Orgel

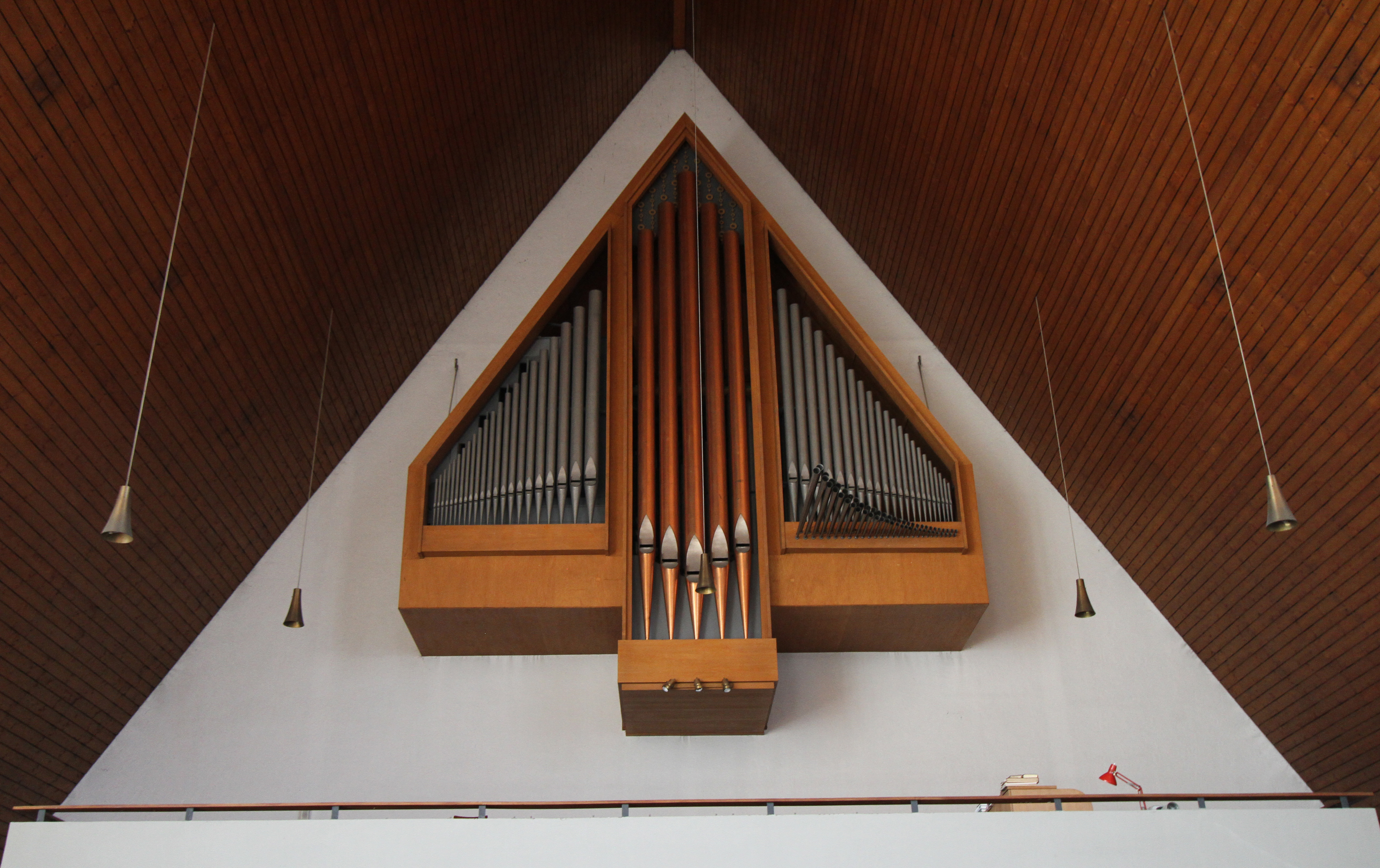
Scherpf-Orgel

Die Orgel der St.-Gertrud-Kirche wurde 1969 von Wolfgang Scherpf (Speyer) mit mechanischer Spiel- und elektrischer Registertraktur gebaut. Das Instrument ersetzte die 1897 von Louis Voit gebaute Vorgängerorgel mit pneumatischen Trakturen und 16 Registern. Die Windladen der heutigen Orgel sind als Schleifladen ausgeführt. Gerhard Kuhn (Esthal) nahm 1984 einen Umbau und 1992 eine Restaurierung vor. Sie verfügt über 27 Register auf zwei Manualen und Pedal. Ihre Disposition lautet:
| I Hauptwerk C–g3 |                    |        |
| 1.               | Quintade           | 16′    |
| 2.               | Prinzipal          | 08′    |
| 3.               | Holzgedackt        | 08′    |
| 4.               | Oktave             | 04′    |
| 5.               | Rohrflöte          | 04′    |
| 6.               | Oktave             | 02′    |
| 7.               | Kornett V          | 08′    |
| 8.               | Mixtur VI          | 01 ⁄3′ |
| 9.               | Horizontaltrompete | 08′    |

| II Schwellwerk C–g3 |                 |         |
| 10.                 | Gedacktflöte    | 08′     |
| 11.                 | Salizional      | 08′     |
| 12.                 | Prinzipal       | 04′     |
| 13.                 | Holzflöte       | 04′     |
| 14.                 | Schweizerpfeife | 02′     |
| 15.                 | Terz            | 01 3⁄5′ |
| 16.                 | Quinte          | 01 ⁄3′  |
| 17.                 | Scharff IV      | 01′     |
| 18.                 | Krummhorn       | 16′     |
| 19.                 | Schalmeioboe    | 08′     |

| Pedal C–f1 |                 |     |
| 20.        | Prinzipalbass   | 16′ |
| 21.        | Subbass         | 16′ |
| 22.        | Oktavbass       | 08′ |
| 23.        | Gedecktbass     | 08′ |
| 24.        | Quintade        | 04′ |
| 25.        | Rauschpfeife IV | 04′ |
| 26.        | Mixtur III–IV   | 02′ |
| 27.        | Posaune         | 16′ |

- Koppeln: II/I, I/P, II/P

- Spielhilfen: 2 freie Kombinationen, Feste Kombination (Tutti)

## Ansichten

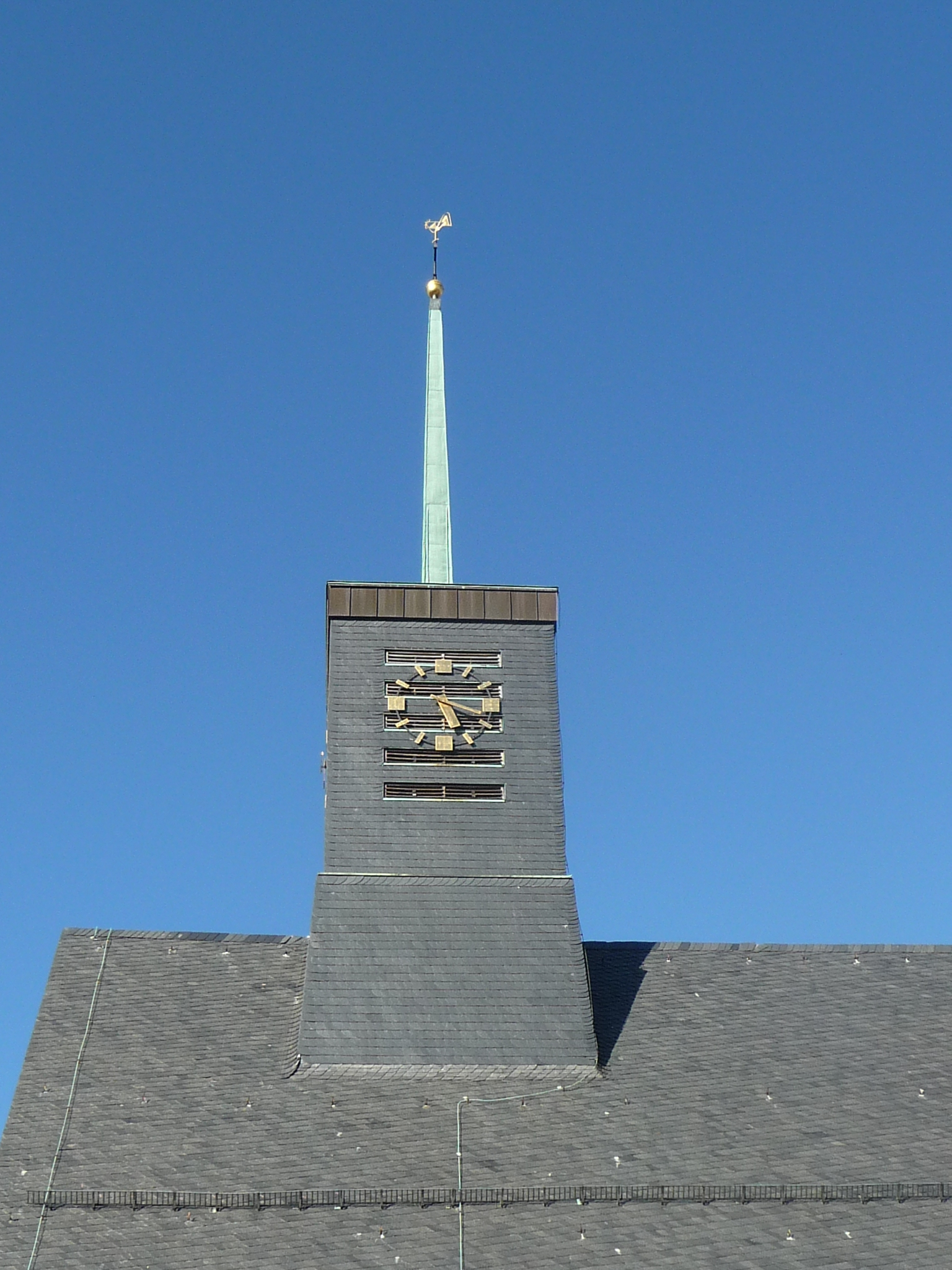
Dachreiter mit Turmuhr und Wetterhahn
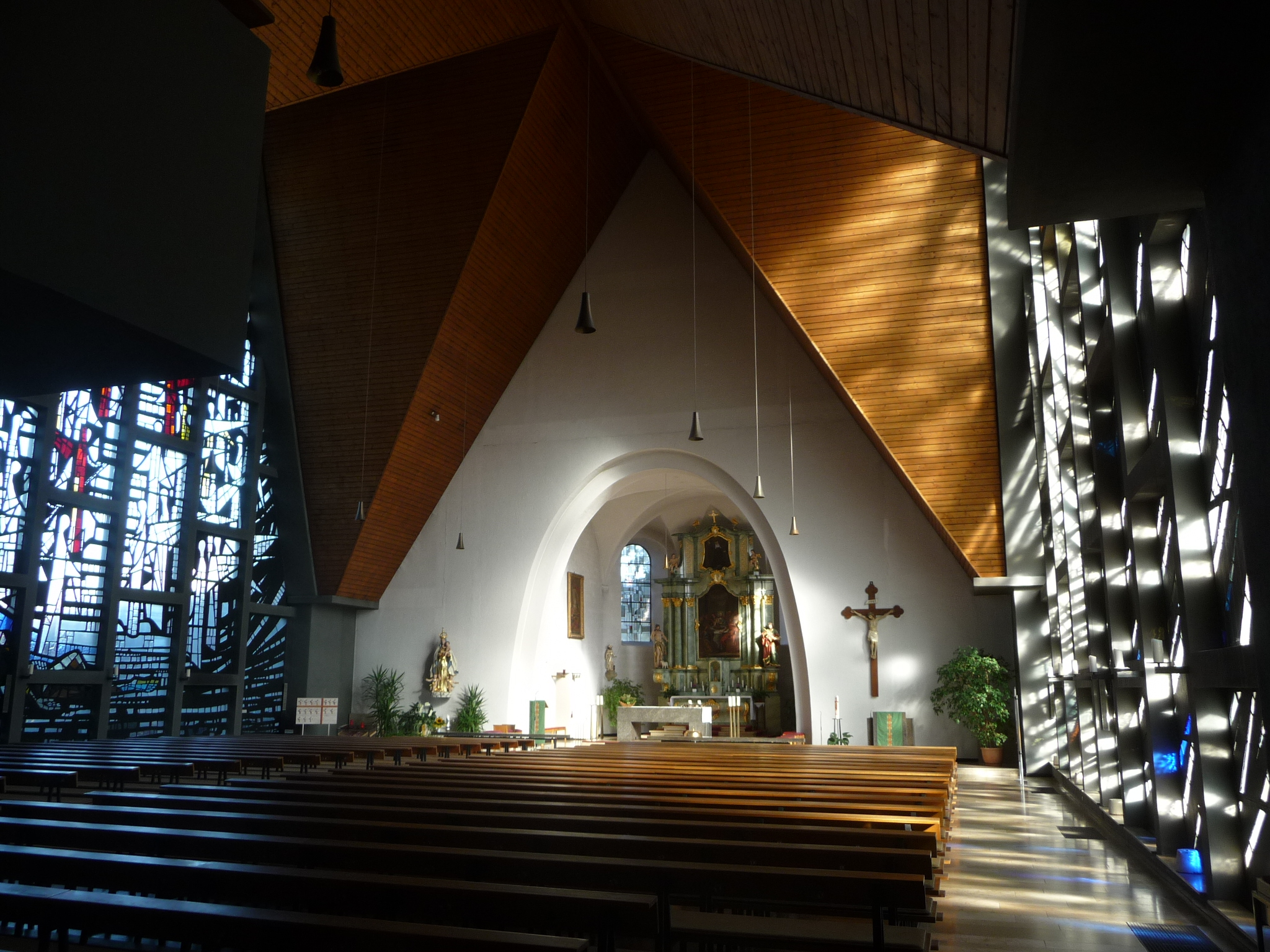
Innenansicht
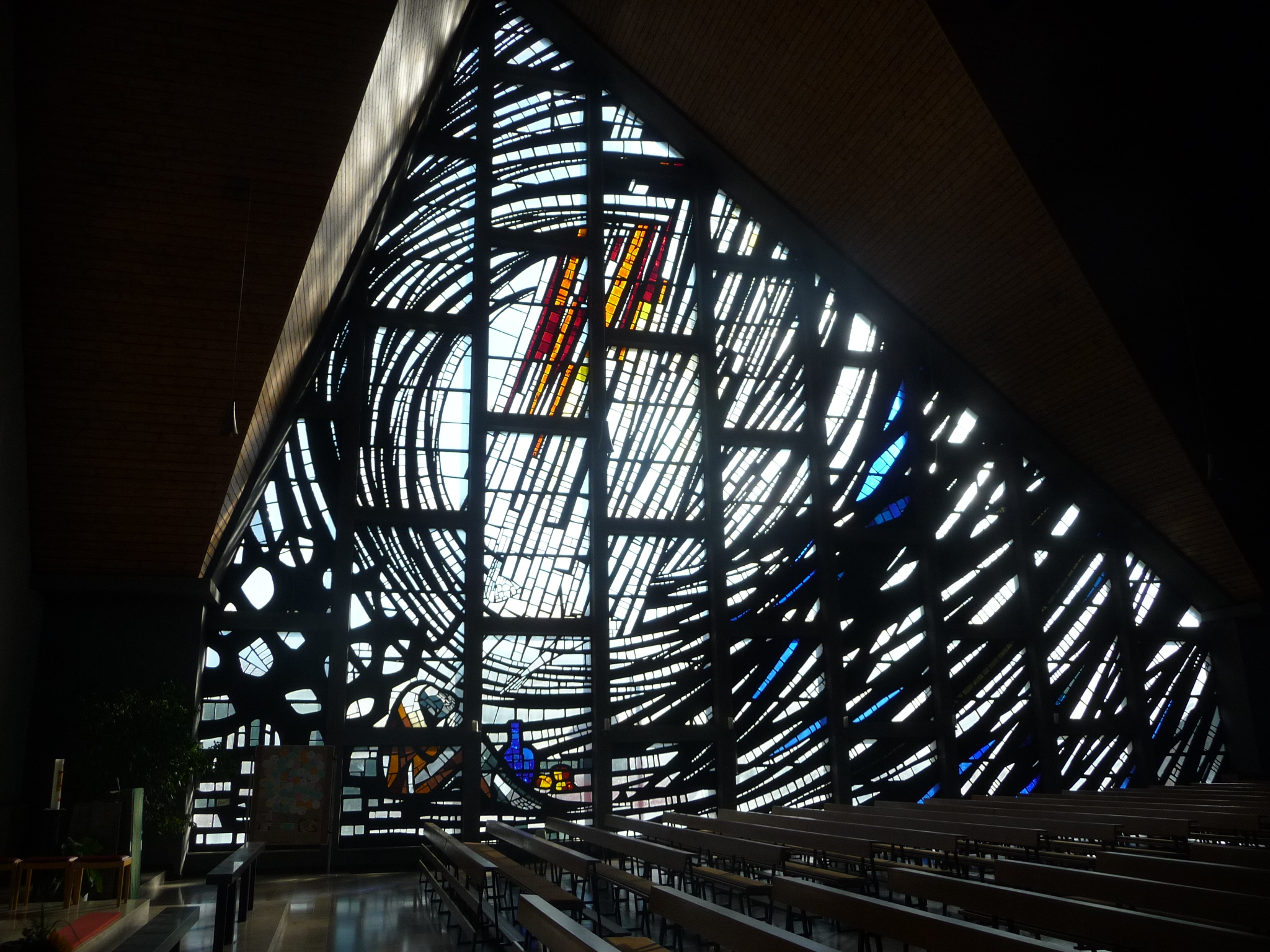
Fenstermotiv „Die Speisung des Propheten Elia in der Wüste“
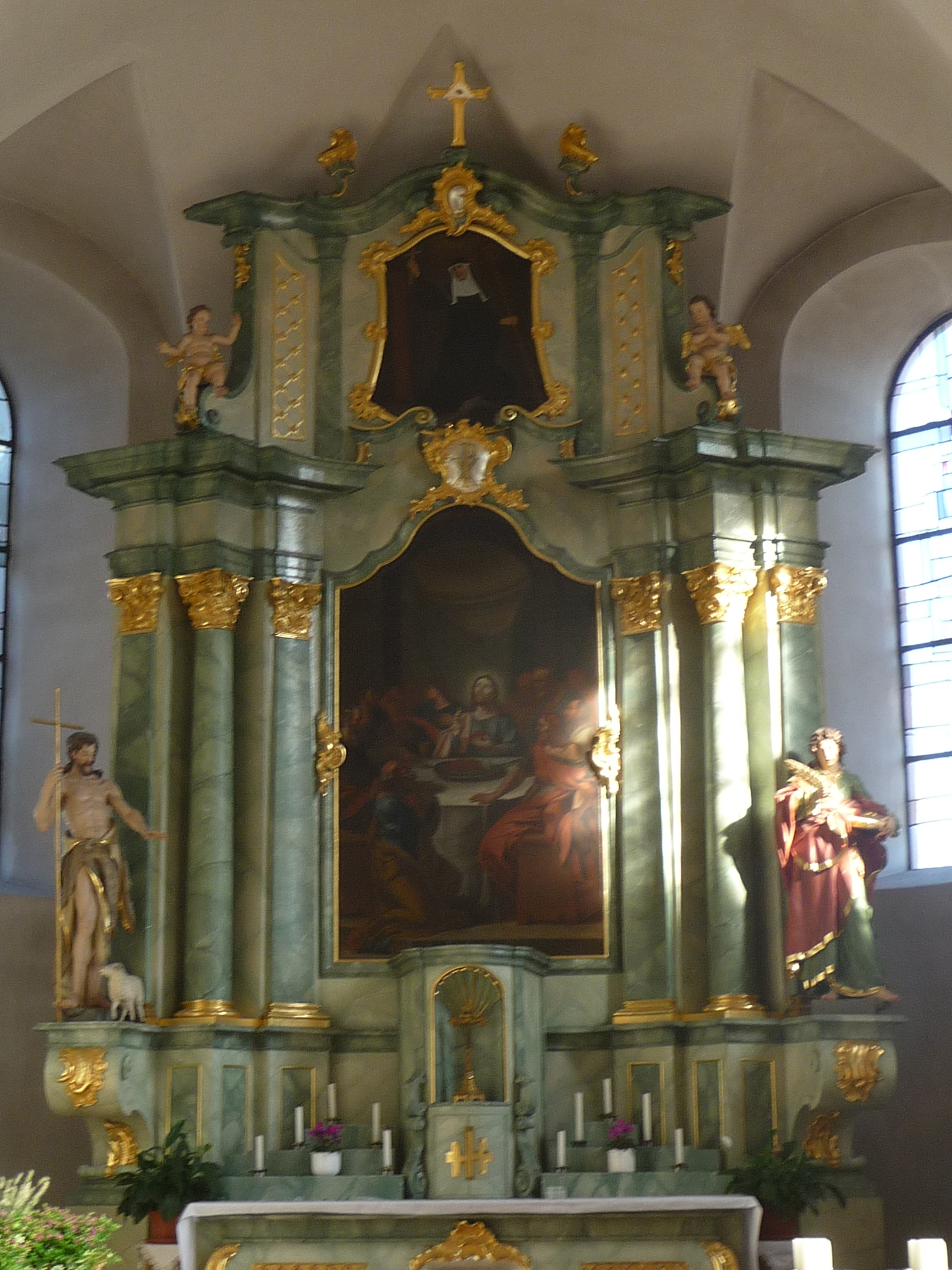
Hochaltar mit Bildern der Heiligen Gertrud und dem Letzten Abendmahl (1997 restauriert)
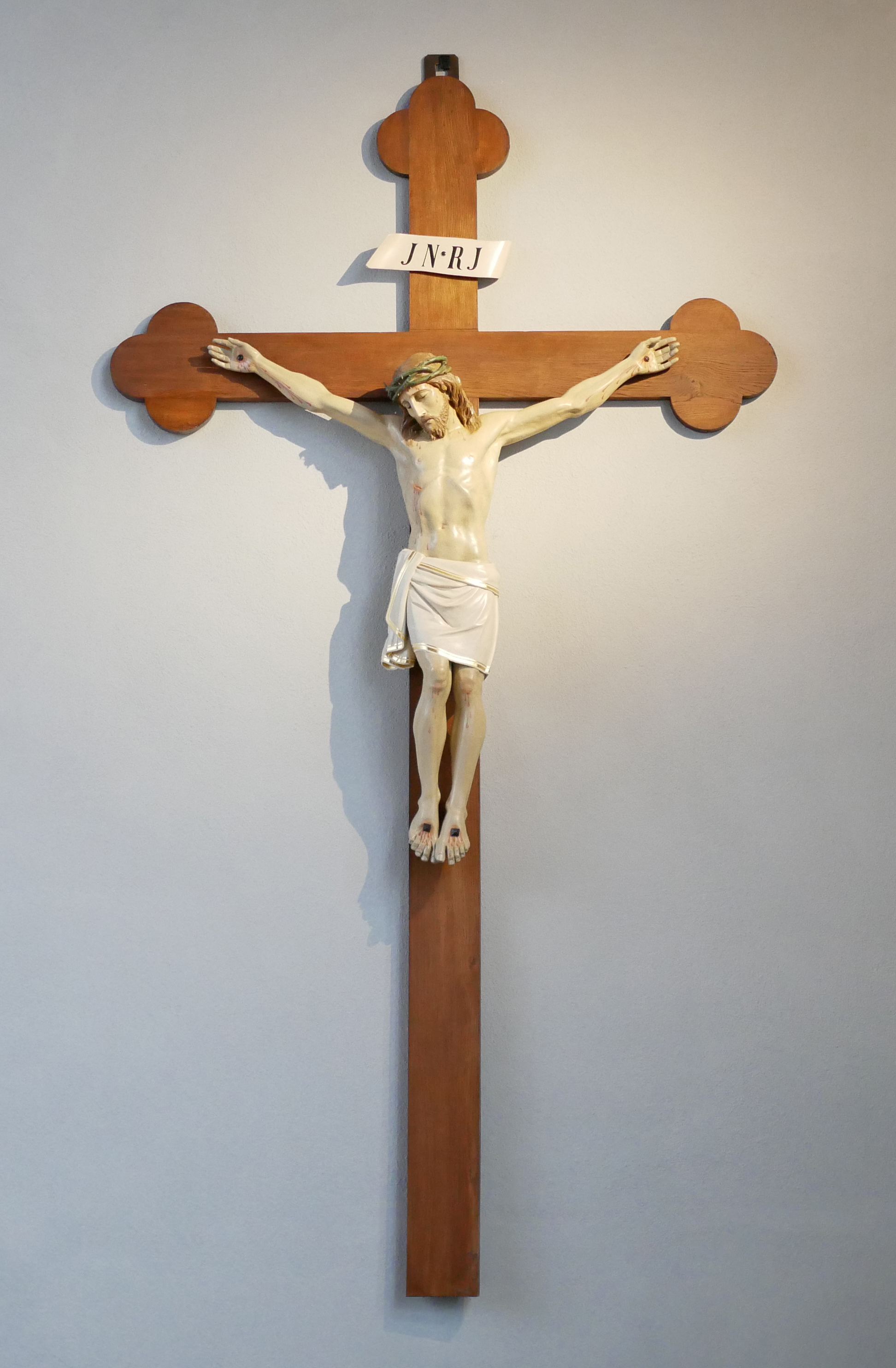
Wandkreuz
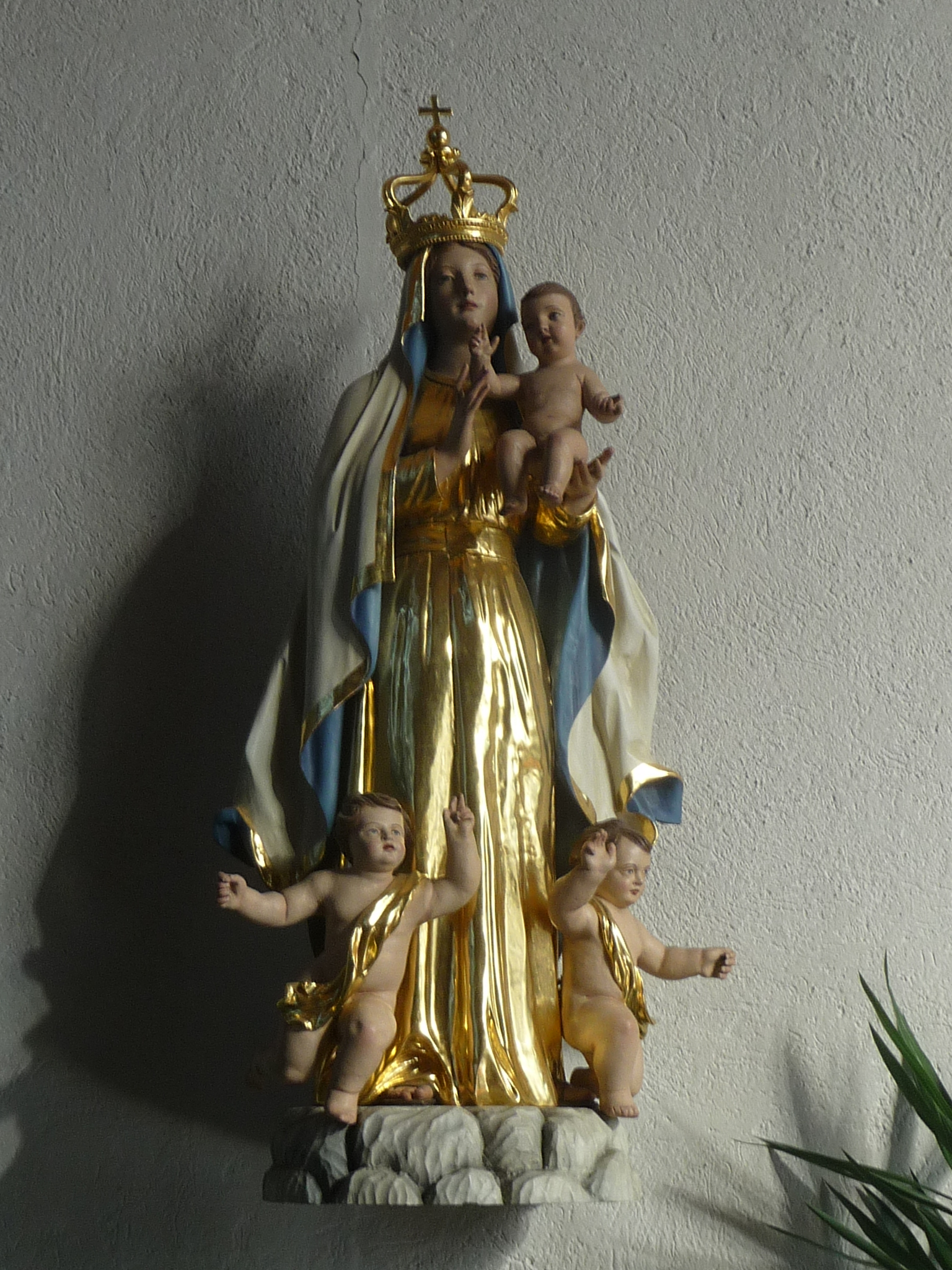
Holzstatue „Madonna mit dem Kind“